# Theo Lauritzen
Theo Lauritzen (* 8. Juli 1911 in Genf; † 20. September 1978 in Basel) war ein Schweizer Plastiker und Zeichner.

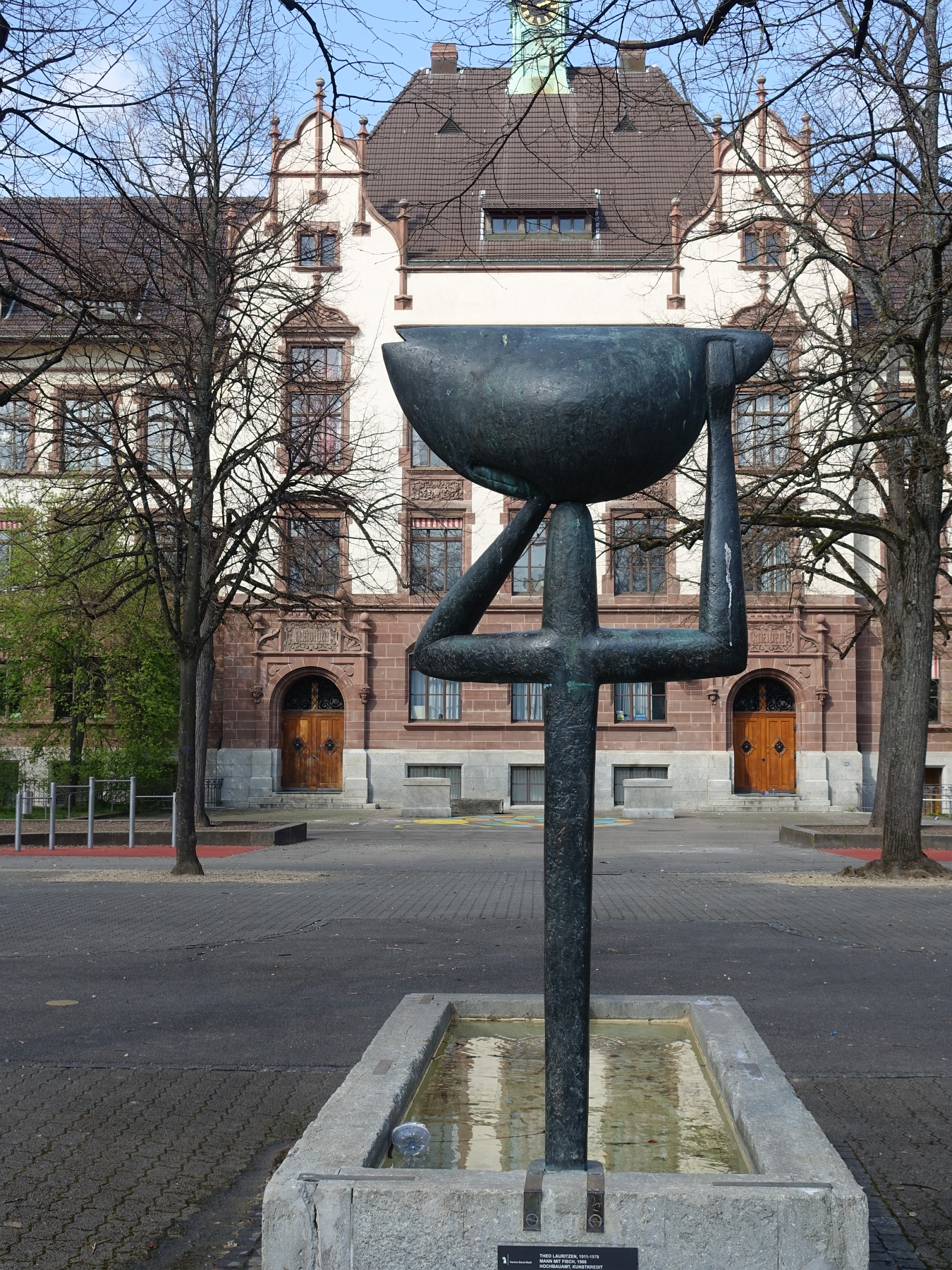
Mann mit Fisch, 1966, Gotthelfschulhaus Basel

## Leben
Theo Lauritzen besuchte in Genf das Gymnasium und studierte an der École des Beaux Arts Malerei und Grafik. 1938 zog er nach Olten, später nach Zofingen und arbeitete als Bildredaktor beim Ringier-Verlag. 1959 wurde er als Interessierter bei der Künstlervereinigung Gruppe 33 als provisorisches Mitglied geführt. 1943 übersiedelte er nach Basel, wo er neben seinem Beruf die Allgemeine Gewerbeschule Basel besuchte und die Fächer Bildhauerei und Plastik belegte. Lauritzen war Mitbegründer der Basler Künstlergruppe Kreis 48, die 1948 im Antiquariat von Ernst Beyeler, der späteren Galerie Beyeler, und ab 1950 erstmals in der Kunsthalle Basel an die Öffentlichkeit trat. Nach schwerer Krankheit starb Theo Lauritzen 1978.

## Werk

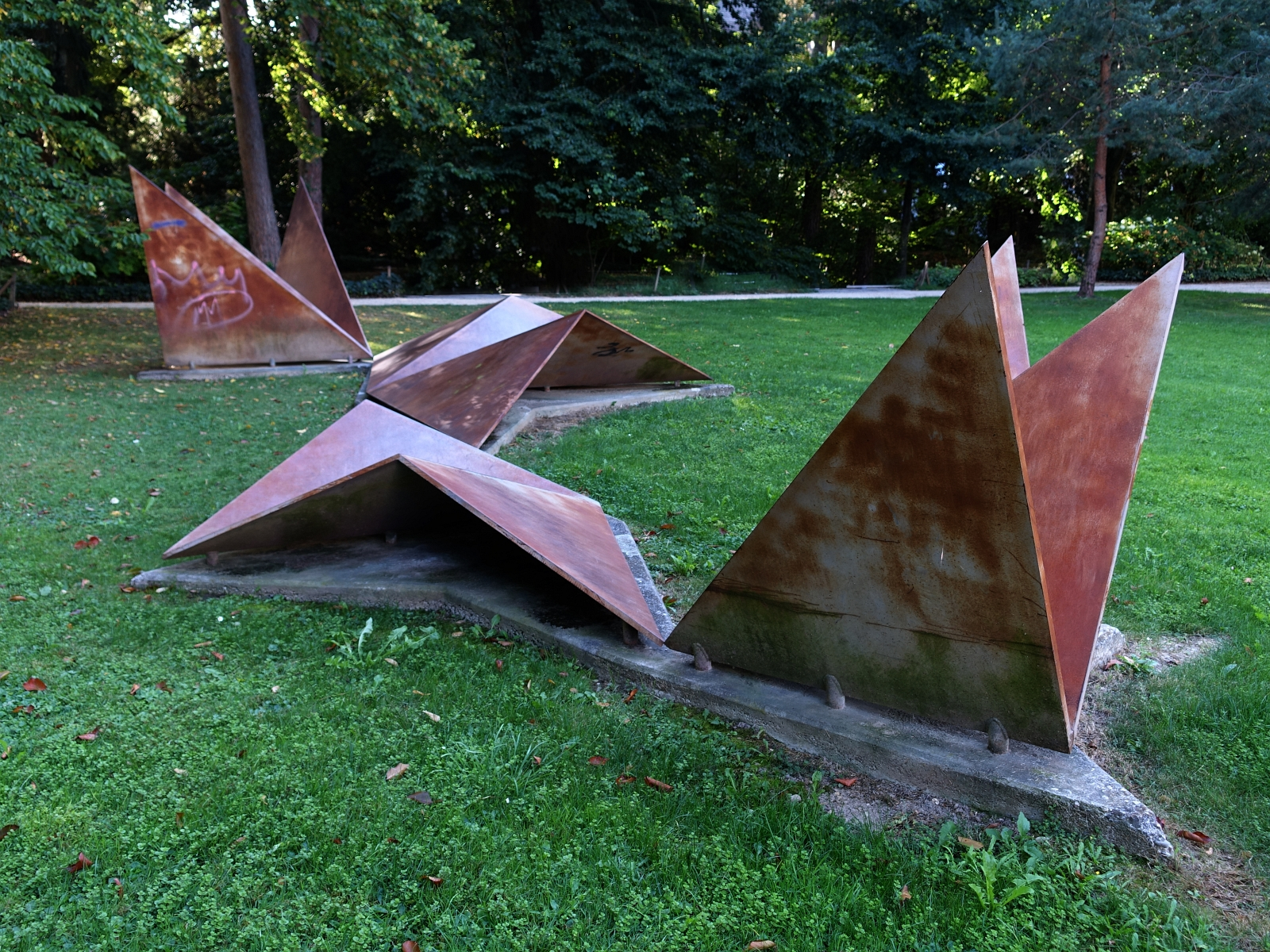
Spiel mit zwei Quadraten, 1975, Wettsteinanlage, Riehen

Die frühesten plastischen Arbeiten von Lauritzen, z. B. Piccolospieler (1946) oder Pferd mit Reiter (1945), sind noch ganz im klassischen Stil gehalten. Ende der 40er-Jahre transformierte er seine Figuren zusehends in die Höhe, dünne und überlebensgrosse, auf wenige Elemente reduzierte Plastiken entstanden. Ungezählte Zeichnungen, Skizzen und kleinere Modelle führten ihn zur gesuchten Form. Beispiele dieser Arbeiten sind Der Zeitungsverkäufer (1951) in der Basler Universitätsbibliothek oder Mann mit Fisch (1966), eine Trinkbrunnenfigur der Gotthelfschule in Basel. Sein letztes, grosses Werk ist abstrakt und heisst Spiel mit zwei Quadraten (1975). Eisenplatten liegen und erheben sich vom Boden, «wie ein Schwarm Vögel, der im Abflug begriffen ist».

## Werke im öffentlichen Raum (Auswahl)
1952: Stein-Relief „La Tortue et les deux Canards“. Schulhaus Niederholz in Riehen
1953: Grossplastik „Vordersteven“, Bronce. Schulhaus in Münchenstein:
1954/1958: Freiplastik „Totenvogel“, Bronce. Friedhof Allschwil:
1955/1966: Trinkbrunnen Gotthelfplatz, Basel
1964/1967: Freiplastik „Wasserstelze“ (Peraluman). Pausenhof Wasserstelzenschulhaus in Riehen
1974/1975: Freiplastik „Spiel mit vier Quadraten“, Eisen. Essiganlage in Riehen
1996: Skulptur „Zeitungsverkäufer“, Zeitungslesesaal Freihandmagazin der Universitätsbibliothek Basel
1999: Grossplastik „Le Grand Faune“ in den Gemeindebauten in Allschwil
2009: Skulptur „Ross und Reiter“ Castel San Pietro, Tessin

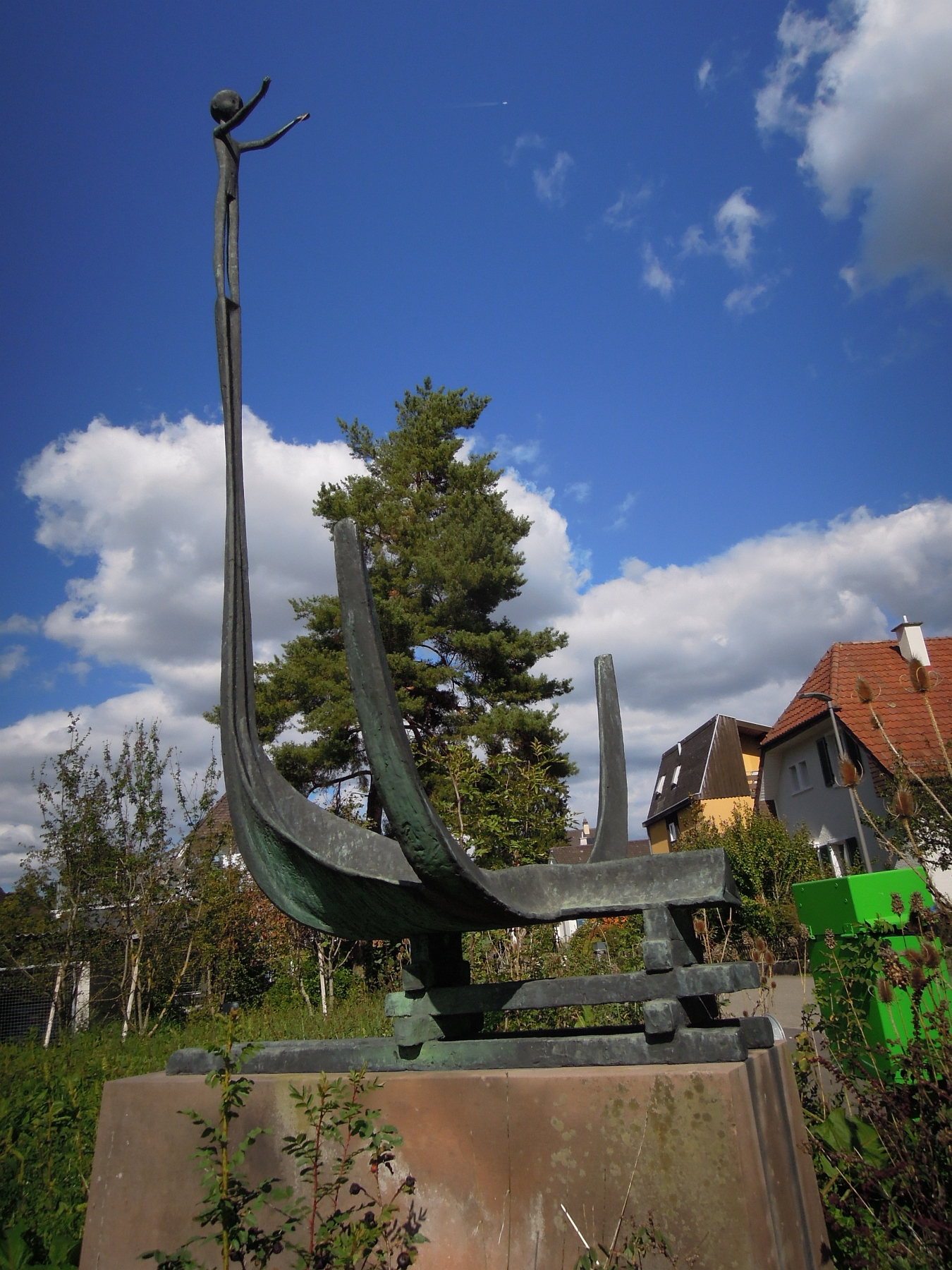
Vordersteven, 1953.  Schulhaus Lärchen, Münchenstein
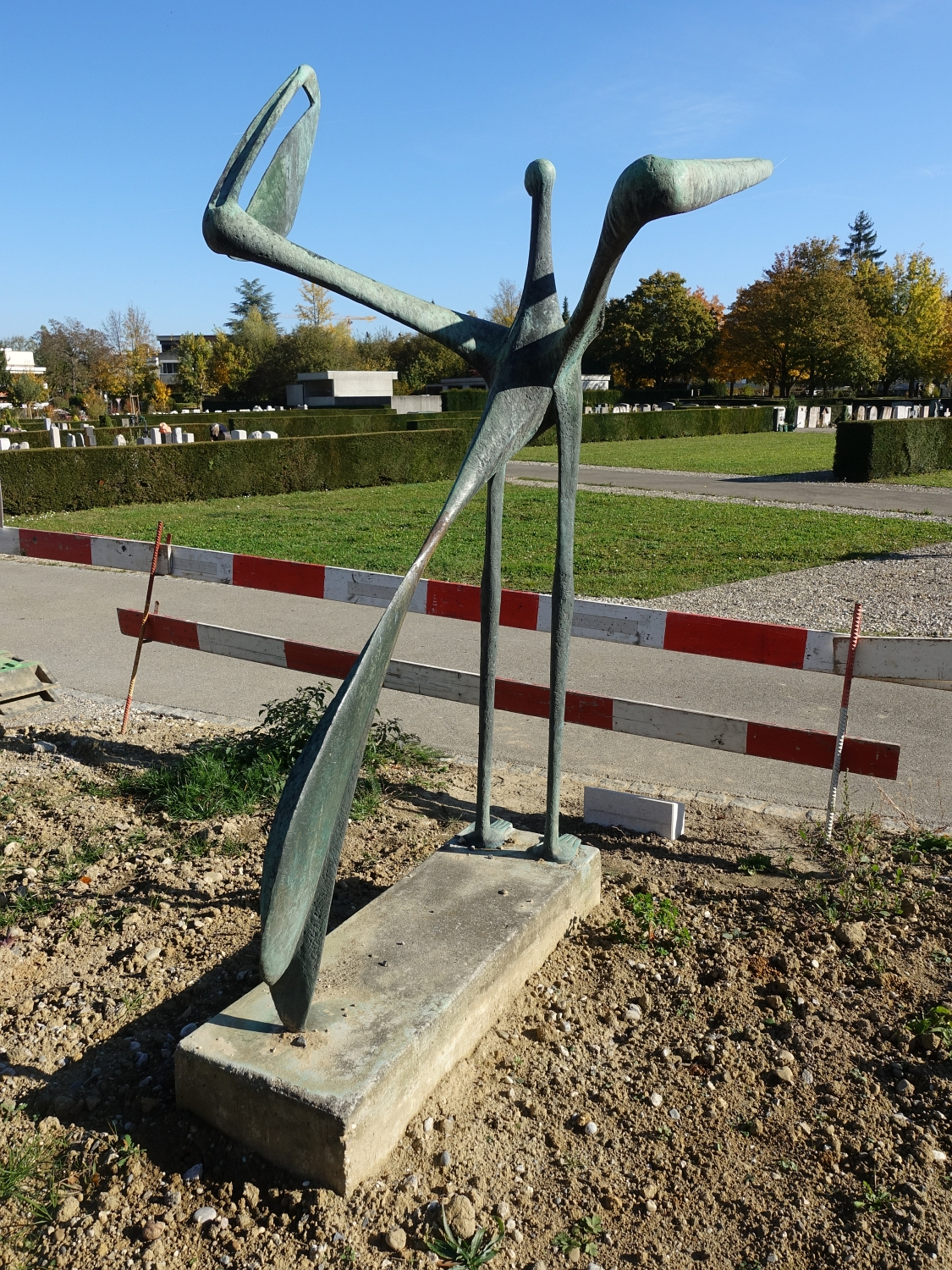
Totenvogel, 1954–1958. Friedhof Allschwil